# Tu non hai la più pallida idea dell'amore
Tu non hai la più pallida idea dell'amore (Нямаш ни най-бледа представа за любовта) е първият студиен албум на италианската певица Марчела Бела, издаден през 1972 година от музикалната компания Compagnia Generale del Disco.

## Песни
Страна А
1. Un sorriso e poi perdonami – 3:00 – (Джанкарло Бигаци – Джани Бела)
2. Io vivrò senza te – 3:59 – (Могол – Лучо Батисти)
3. Sole che nasce, sole che muore – 3:03 – (Джанкарло Бигаци – Джани Бела)
4. Il poeta – 3:51 – (Бруно Лауци)
5. La forza di credere – 3:56 (Антонио Бела – Джани Бела)
6. Montagne verdi – 3:11 – (Джанкарло Бигаци – Джани Бела – Антонио Бела)

Страна Б
1. Dove vai – 3:43 – (Джанкарло Бигаци – Джани Бела)
2. Hai ragione tu – 4:07 – (Лео Киосо – Клаудио Каваларо)
3. Albergo a ore – 3:57 – (Хърбърт Пагани – Маргьорит Моно)
4. Sensazioni e sentimenti – 3:39 – (Джани Бела – Антонио Бела)
5. La più pallida idea – 3:28 – (Джани Бела – Антонио Бела)

|  | Тази страница частично или изцяло представлява превод на страницата Tu non hai la più pallida idea dell'amore в Уикипедия на италиански. Оригиналният текст, както и този превод, са защитени от Лиценза „Криейтив Комънс – Признание – Споделяне на споделеното“, а за съдържание, създадено преди юни 2009 година – от Лиценза за свободна документация на ГНУ. Прегледайте историята на редакциите на оригиналната страница, както и на преводната страница, за да видите списъка на съавторите. ВАЖНО: Този шаблон се отнася единствено до авторските права върху съдържанието на статията. Добавянето му не отменя изискването да се посочват конкретни източници на твърденията, които да бъдат благонадеждни. |